# Эпоним
Эпо́ни́м (др.-греч. ἐπώνῠμος, дословно — «давший имя», лат. heros eponimus) — лицо, от имени которого образованы имена нарицательные или другие имена собственные.

## История термина

### Изначальное значение
Изначально эпонимом называли божество, легендарного героя или реального человека, в честь которого получал своё имя какой-либо географический объект (город, река, гора, и так далее).
Например, город Византий, согласно легенде, основал древнегреческий герой Визант, которого мифы называли сыном бога Посейдона. Таким образом, Визант является эпонимом Византия, а через него — также и эпонимом Византийской империи.
Эпонимом города Киева является легендарный князь Кий. Один из братьев Кия, Щек, стал эпонимом горы Щекавица, возвышающейся над Подолом, а их сестра Лыбедь — эпонимом реки Лыбедь, правого притока Днепра, которая протекает по территории нынешнего Киева.
Названия народов или племён зачастую также возводили к легендарным предкам-эпонимам. Например, эпонимом племени латинян считают мифического царя Латина, чье родство различные мифы увязывают с различными античными богами и героями. По другой легенде, названия народов чехов и поляков (ляхов) происходят от имён легендарных князей Чеха и Леха.
Имена собственные становились также названиями промежутков времени. Так, в античных Афинах год назывался по имени первого из девяти правителей-архонтов, который поэтому назывался «архонтом-эпонимом». По этой причине в официальных хрониках датировка была такой: «в год, когда архонтом был такой-то». В истории Китая выделяются времена правления различных императорских династий (например, Цинь, Хань, Минь).

### Изменение смысла термина
С течением времени количество явлений и понятий, для наименования которых использовались имена собственные, возрастало. Вследствие этого эпонимами чаще становились реальные, а не легендарные личности. Так, уже в 332 году до н. э. в Египте на берегу Средиземного моря был построен город Александрия, эпонимом которого стал Александр Македонский. В 330 году уже упоминавшийся Византий был переименован в Константинополь. Таким образом произошла смена эпонима, старый город принял новое имя, императора Константина.
С наступлением эпохи великих географических открытий резко возросло количество географических объектов, требующих наименования. Новые предметы, явления и понятия стали называть по имени реальных людей: первооткрывателей, изобретателей, ученых, предпринимателей, владельцев или властителей.

## Эпонимы как способ словообразования
Превращение имен собственных в имена нарицательные оказалось удачным способом образования новых слов.

## Эпонимы и торговые марки
Нередко эпонимом становится собственное имя предмета или явления, используемое как имя нарицательное для всего класса похожих объектов. Например: лагуна, гетто, сомма, меандр (у реки), даунтаун. Такой процесс также часто происходит c торговыми марками. Специалисты выделяют три причины перехода марки в нарицательное название:
- Если до появления этой марки на рынке таких товаров просто не существовало
- Если после появления товара у него долго не было ни одного сравнимого конкурента
- Если в языке отсутствует простое слово для обозначения такого предмета.

Эпонимы торговых марок встречаются достаточно часто: «памперс» — для всех одноразовых подгузников, «ксерокс» — для всех копировальных аппаратов, «эппендорф» — для всех полипропиленовых центрифужных микропробирок, «замбони» — для всех ледовых комбайнов, армстронг для подвесных потолков и так далее. Переход торговой марки в имена нарицательные может играть на руку компании благодаря отождествлению в сознании потребителя товарного знака с категорией в целом. Но без своевременной правовой защиты переход товарного знака во всеобщее употребление как названия товарной категории открывает возможность его использования любому производителю. Поэтому компании, чьим товарным знакам грозит подобная опасность, прилагают юридические и PR-усилия для предотвращения их перехода в нарицательные.